# Yutmaru Sar
Der Yutmaru Sar befindet sich in Pakistan in der autonomen Region Gilgit-Baltistan, den früheren Northern Areas. 

## Lage
Der Berg gilt mit 7330 m Höhe als der 77.-höchste Berg der Welt. Er ist Teil des Hispar Muztagh im Karakorums. Der Yutmaru Sar befindet sich westlich des Kanjut Sar und südlich des Yukshin Gardan Sar. Südwestlicher Nachbar ist der Pumari Chhish. 
Unter der Südwand des Yutmaru Sar beginnt der Nordöstliche Yutmaru- (oder Jutmo-)Gletscher, der nach Süden zum Hispargletscher fließt. Auf der Westseite von Yutmaru Sar und Yushkin Gardan Sar liegt das Nährgebiet des oberen Yazghilgletschers. Yushkin Gardan Sar, Yutmaru Sar und Kanjut Sar (von West nach Ost) bilden ein nach Norden geöffnetes Halbrund, aus dem der Yukshin-Gardan-Gletscher zum Shimshal-Tal fließt.

## Besteigungsgeschichte
Die Erstbesteigung des Yutmaru Sar gelang 1980 einer fünfköpfigen japanischen Expedition. Am 22. Juli erreichten die Expeditionsmitglieder Masahiro Motegi, Tadao Sugimoto und Yu Watanabe den Gipfel.
Die Aufstiegsroute führte von Nagar und den Yutmarugletscher, über einen Sattel auf dem Westgrat zum Nordgrat und weiter zum Gipfel.